# Jo Van Buggenhout
Jo Van Buggenhout (6 juni 2003) is een Belgisch basketballer.

## Carrière
Van Buggenhout speelde in de jeugd van Pitzemburg Mechelen, BBC Sint Katelijne Waver, Red Vic Wilrijk, Oxaco Boechout en Phantoms Boom. Bij deze laatste speelde hij ook in de eerste ploeg. In 2020 speelde hij op dubbele licentie bij Boom en Basics Melsele. In 2021 maakte hij samen met Joppe Mennes de overstap naar Kangoeroes Mechelen op dubbele licentie met BC Guco Lier. Hij werd in 2022 kampioen met Lier in de tweede klasse.
In 2022 speelde hij nog enkel voor Kangoeroes Mechelen. Midden juni 2023 tekende hij een contract bij de Antwerp Giants. Hij werd uitgeroepen tot BNXT League Rising Star of the Year na het seizoen 2023/24. In november 2024 verliet hij de Giants. Hij tekende kort daarna bij reeksgenoot Limburg United. Hij verliet in 2025 Limburg en ging collegebasketbal spelen voor de Indiana State Sycamores.

### Nationale ploeg
Hij speelde ook als Belgisch jeugdinternational voor de Belgische nationale ploeg.

## Privéleven
Hij is de zoon van voormalig basketballer Glenn Van Buggenhout.

## Erelijst
- Tweede klasse kampioen: 2022
- BNXT League Rising Star of the Year: 2024